# Lennart Pettersson
Lennart Pettersson (n. 1 februarie 1951, Uppsala, Uppsala län, Suedia) este un sportiv ce a reprezentat Suedia, medaliat olimpic. A participat la o ediție a Jocurilor Olimpice (1980) în care a câștigat o medalie de bronz.

## Participări
Lista de mai jos prezintă principalele competiții la care a participat Lennart Pettersson de-a lungul carierei.
- Sovremennoe peatiborie na letnih Olimpiiskih igrah 1980[*]